# ذا جيم: 24
24: The Game هي لعبة فيديو اطلاق النار من منظور شخص ثالث ، استنادًا إلى سلسلة Fox TV 24. تم تطوير اللعبة بواسطة SCE Studio Cambridge وتم نشرها من طرف تو كي جيمز للبلاي ستايشن 2. وتم الإعلان عنها في 30 مارس 2005 وتم إصدارها في أمريكا الشمالية في 27 فبراير 2006. يتحكم اللاعب في العديد من الشخصيات من المسلسل التلفزيوني في نقاط مختلفة من اللعبة. وتشمل المهام في اللعبة عناصر ألعاب الرماية والقيادة وألعاب الألغاز. تم تأليف الموسيقى من قبل شون كاليري، في حين تم كتابة السيناريو من قبل دومي ديمتريوس وفريق إنتاج المسلسلات.

## وصلات خارجية
- ذا جيم: 24 على موقع IMDb (الإنجليزية)